# Zdenko Lobkowitz

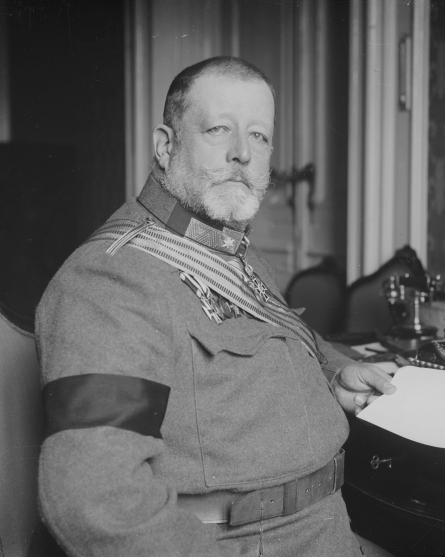
Zdenko Lobkowitz

Maria Zdenko Vinzenz Kaspar Prinz Lobkowitz, Herzog zu Raudnitz (* 5. Mai 1858 in Wien; † 13. August 1933 in Harrachsdorf, Tschechoslowakei), aus der fürstlichen Familie Lobkowitz, einem sehr alten böhmischen Adelsgeschlecht, war Offizier im Gemeinsamen Heer Österreich-Ungarns und Vertrauter des letzten Kaisers, Karl I.

## Leben
Zdenko war eines der zehn Kinder von Joseph Franz Karl Prinz Lobkowitz, General der Kavallerie (Wien 1803–1875 Prag), und seiner zweiten Ehefrau, Maria Sidonia von Lobkowitz (1828–1917). 

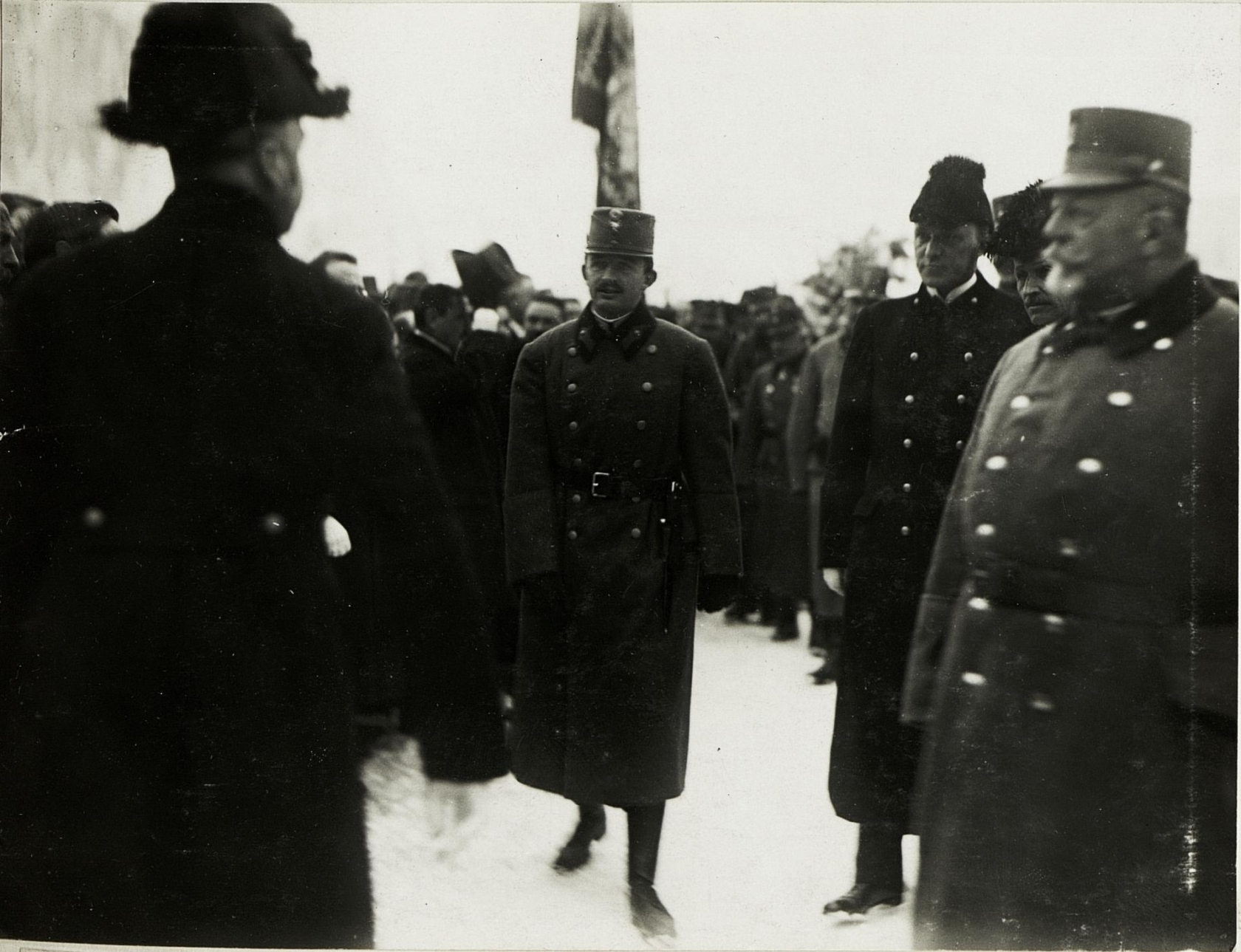
Zdenko von Lobkowitz begleitet Kaiser Karl I. (Österreich-Ungarn) bei einem Besuch in Trient.

Nachdem Zdenko Lobkowitz das Gymnasium besucht hatte, trat er im Juli 1876 dem damals in Güns in Westungarn  stationierten Dragonerregiment Nr. 14 bei. 1878 legte er die Kadettenprüfung ab und wurde Leutnant im Dragonerregiment Nr. 1 in Stanislau in Galizien, wo er bis Mai 1901 diente. Dabei wurde er 1890 zum Rittmeister befördert. Anschließend diente er im Dragonerregiment Nr. 7 in Brandeis an der Elbe. 1902 wurde er Major und 1906 Oberstleutnant.
Er fungierte nach seiner Offizierslaufbahn vom 18. August 1907 an als Kammervorsteher des 29 Jahre jüngeren Erzherzogs Karl Franz Josef, der damals seinen Militärdienst in Brandeis an der Elbe in Böhmen für ein Studium in Prag unterbrochen hatte. Der Erzherzog, damals Nummer zwei in der Thronfolge hinter Franz Ferdinand von Österreich-Este, wurde mit dem Mord an Franz Ferdinand am 28. Juni 1914 unmittelbarer Thronfolger von Kaiser Franz Joseph I. und folgte diesem am 21.  November 1916 als Kaiser Karl I. nach. In dieser Funktion beförderte er Zdenko Lobkowitz am 24. November 1916 zu seinem Generaladjutanten und ernannte ihn am 4. Juni 1917 zum Feldmarschallleutnant. Lobkowitz begleitete nun den neuen Kaiser 1917 / 1918 bei dessen häufigen Besuchen der Truppen an der Front. Er wurde 1918 vom Kaiser mit dem Orden vom Goldenen Vlies ausgezeichnet.
Auf Grund der Familientradition entschied sich Zdenko Lobkowitz im November 1918, als sich Österreich-Ungarn auflöste, für die Staatsbürgerschaft der  Tschechoslowakei. Die neue Republik schaffte die Adelstitel im Dezember 1918 ab. Zdenko Lobkowitz lebte nach 1918 in Smichow, einer Vorstadt von Prag, und setzte sich für die katholische Volksbewegung in Böhmen ein.

## Familie
Der Prinz war mit Pauline (Maria Paula) Gräfin von Schönborn-Wiesenthal (Prag 1861–1922 Prag), einer jüngeren Schwester des Politikers Friedrich von Schönborn, verheiratet und hatte mit ihr sechs Kinder:
- Joseph Zdenko (Prag 1884–1918 Wien, Schloss Schönbrunn)
- Zdenka (Prag 1885–1964 Prag)
- Erwein (Prag 1887–1965 Stepperg, Oberbayern)
- Marie Christine (Unter Berkovitz, Böhmen 1890–1972 Ludenhausen, Bayern, nach anderen Angaben Lüdinghausen, Nordrhein-Westfalen)
- Wenzel (Theresienstadt 1893–1915 Wien Hetzendorf)
- Bertha (Postelberg, Böhmen 1896–1959 Prag)

## Österreichische Militärauszeichnungen
Stand vom 31. Dezember 1918
- Militär-Jubiläumskreuz 1908
- Militär-Jubiläumsmedaille 1898
- Dienstzeichen für Offiziere II. Klasse
- Bronzene Militär-Verdienstmedaille
- Bronzene Militär-Verdienstmedaille, Kriegsdekoration
- Leopoldorden Kommandeure
- Orden der Eisernen Krone Ritter I. Klasse, Kriegsdekoration

Außerdem wurde Lobkowitz vom Kaiser, wie oben erwähnt, mit dem Goldenen Vlies ausgezeichnet, dem Hausorden der
Dynastie, keiner speziellen Militärauszeichnung:
- Ritterorden vom Goldenen Vlies